# Cerastoderma
Cerastoderma és un gènere de mol·luscs bivalves marins que inclou l'escopinya catxel. Cardium és un sínònim, d'on prové la ceràmica cardial.

## Taxonomia
Entre les extintes i actuals s'inclouen:
- Cerastoderma edule (Linnaeus, 1758) - catxel, escopinya de gallet
- Cerastoderma elegantulum (Beck, 1842)
- Cerastoderma glaucum (Poiret, 1789)
- Cerastoderma lamarcki
- Cerastoderma latisulcum
- Cerastoderma pinnulatum (Conrad, 1831)
- Cerastoderma shinjiense - sinònim Cardium shinjiense
- Cerastoderma uyemurai - sinònim Cardium uyemurai
- Cerastoderma vindobonensis